# Гута (Лебедянковский сельсовет)
Гута (бел. Гута) — деревня в составе Лебедянковского сельсовета Белыничского района Могилёвской области Республики Беларусь.

## Географическое положение
Ближайшие населённые пункты Антонова Буда, Гарцев, Мезинец.
В километре на запад от деревни протекает река Друть.

## Население
- 2010 год — 39 человек